# Agrypon peritum
Agrypon peritum är en stekelart som först beskrevs av Cresson 1874.  Agrypon peritum ingår i släktet Agrypon och familjen brokparasitsteklar. Inga underarter finns listade i Catalogue of Life.